# 雷蒙 (北卡羅萊納州)
雷蒙（英語：Raemon）是位於美國北卡羅萊納州羅伯遜縣的普查規定居民點。

## 人口
根據2020年美國人口普查的數據，雷蒙的面積為11.24平方千米，當中陸地面積為11.17平方千米，而水域面積為0.07平方千米。當地共有人口197人，而人口密度為每平方千米17.53人。